# Röthelmoosklause

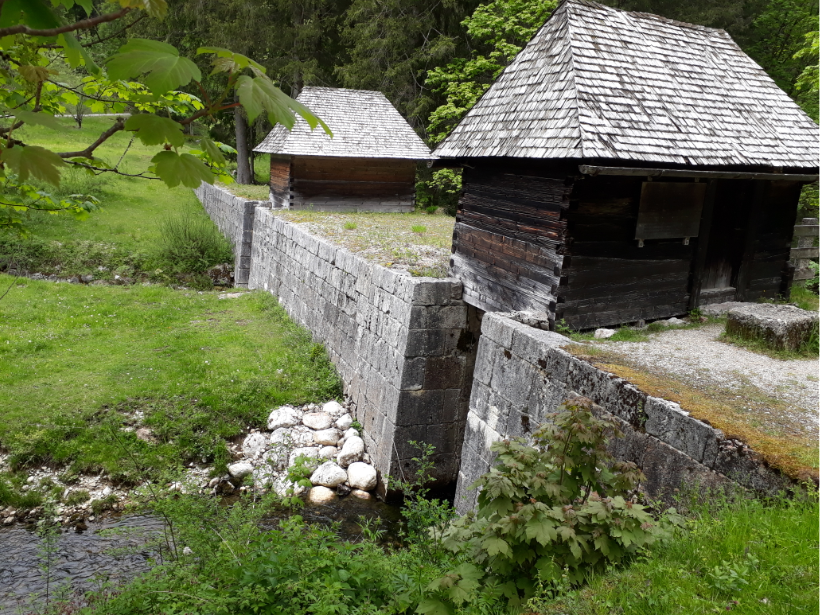
Röthelmoosklause

Die Röthelmoosklause ist eine Klause in der Gemarkung Urschlauer Forst der Gemeinde Ruhpolding.
Die Klause steht unter Denkmalschutz und ist unter der Nummer D-1-89-140-163 in die Bayerische Denkmalliste eingetragen.

## Baubeschreibung

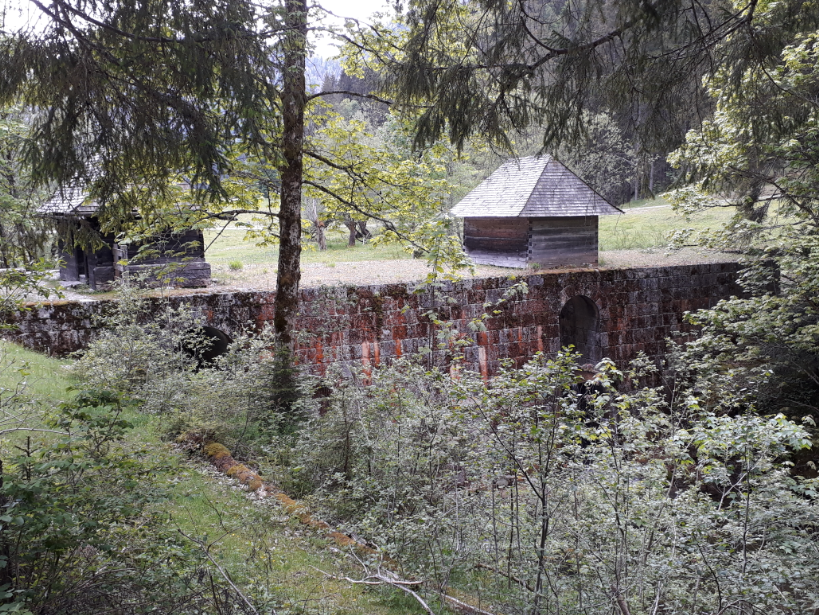
Die Röthelmoosklause von Nordosten

Bei der Röthelmoosklause handelt es sich um eine Wehranlage mit einer breiten Staumauer aus Tuffquadern mit zwei Wasserdurchlässen, die um 1750 am Röthelmoos- und am Gschwendbach errichtet wurde. Die beiden Bäche vereinigen sich kurz hinter der Staumauer. Die von Süden gesehene rechte Öffnung reguliert den Durchfluss des aus dem Moos drainierenden Röthelmoosbachs, die linke den Abfluss des Gschwendbachs. Auf der Staumauer stehen zwei ehemalige Betriebshäuschen in Blockbauweise mit Walmdächern.

## Geschichte
Wie die meisten anderen Klausen der Umgebung nutzte man auch die Röthelmoosklause zum Brenn-, Bau- und Nutzholztransport an die bayerischen Salinen. Über den Röthelmoosbach, die Urschlauer Achen, die Weiße Traun und die Traun wurde das Holz zur Traunsteiner Saline getriftet.
Die Reviere an der Röthelmoos- und Eschelmoosklause lieferten zusammen insgesamt etwa 900 Klafter Brennholz und eine dreistellige Anzahl an Blockhölzern für die Saline.

## Lage

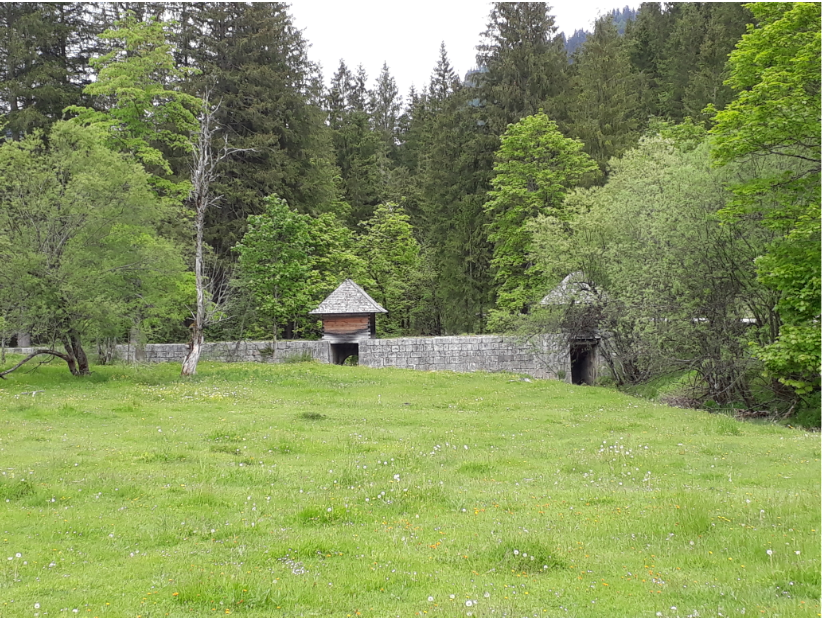
Die Röthelmoosklause von Süden

Die Röthelmoosklause liegt im Südwesten der Gemeinde Ruhpolding, etwa 9 Kilometer vom Ortskern entfernt (Luftlinie). Sie gehört zum Urschlauer Forst und befindet sich auf einer Höhe von 870 m ü. NHN am Nordrand der Hochfläche der unter Naturschutz stehenden Röthelmoosalm (Naturschutzgebiet Östliche Chiemgauer Alpen). Mehrere Wander- und Rundwege führen zur Röthelmoosklause oder an dieser vorbei. In direkter Nachbarschaft liegt die Röthelmoosstube und auch zu den bewirteten Dandl- und Langerbaueralmen sind es nur wenige hundert Meter.